# КіберБеркут
КіберБеркут (рос. КиберБеркут) — інтернет-бренд, під яким відбуваються хакерські атаки, в основному на сайти державних і громадських організацій України. Американський спеціаліст з комп'ютерної безпеки Джефрі Карр 2014 року припустив, що це група проросійських хактивістів, яка працює проти України.
За даними британського Національного центру комп'ютерної безпеки за фасадом «КіберБеркуту» ховається підрозділ російської військової розвідки, відомий як Fancy Bear.

## Походження та назва
Приставка «Кібер» вказує на діяльність групи в кіберпросторі (цифровий простір, DigitalSpace). Це не тільки інтернет, але й інші програмні продукти й засоби зв'язку. Група з'явилася після розформування спецпідрозділів міліції «Беркут», які відзначились жорстоким побиттям учасників Революції гідності наприкінці 2013, на початку 2014 років.
Склад невідомий, члени спільноти дотримуються анонімності. Існують групи в соцмережах. Ряд оглядачів зазначає, що це угрупування є звичайними шахраями, єдиним досягненням яких є атака на невеликий рівненський інтернет-магазин.

### Гасло та цілі
Гасло нагадує девіз хакерського угрупування «Анонімус». Користуються російською мовою. Оголошена ціль: «боротьба з неофашизмом, націоналізмом і свавіллям влади в Україні».

### Діяльність та акції
Немає можливості ствердно пов'язати хоча б одну з акцій з угрупованням, також — чи акції проводились.
- 2014 — перешкоди в роботі ЦВК України напередодні виборів президента.[6][7]. КіберБеркут тоді взяв відповідальність за цю кібератаку, а на серверах ЦВК було виявлено шкідливе ПЗ. Кібератака мала тип розвиненої сталої загрози, створеної російською розвідкою в Sofacy Group/APT28[8].
- Хакерські атаки на сайти НАТО.[9][10]
- Атака на сайти приватних військових компаній США[11]
- Злам та публікація листування нардепів партій Батьківщина й Удар.[12]
- Публікація записів телефонних розмов Юлії Тимошенко й Нестора Шуфрича[13]
- Публікація записів телефонних розмов Верховної представниці ЄС з закордонних справ і політики безпеки Кетрін Ештон та Міністра закордонних справ Естонії Урмаса Паета. [джерело?]
- Блокування сайту Андрія Парубія, а також новостних порталів УНІАН та Ліга. [джерело?]
- Публікація заблокованих на YouTube відеоматеріалів.
- Злам комп'ютера та електронної пошти помічника українського олігарха Ігоря Коломойського[14], публікація листування олігарха з прокурором Львівської області. Викладено архіви 89 скриньок електропошти співробітників львівської обласної прокуратури.
- Злам і публікація листування тодішнього в.о. міністра МВС Арсена Авакова.[15]
- Тимчасове блокування сайтів МВС та Генпрокуратури України.[16] Тимчасове блокування сайтів каналів Інтер і 1+1.
- Злам столичних рекламних білбордів та позначення на оних деяких кандидатів на парламентських виборах в Україні як військових злочинців. [неавторитетне джерело]

## Матеріали
- Аналіз російської інформаційної війни [Архівовано 11 лютого 2017 у Wayback Machine.]